# Mathías Olivera
Mathías Olivera Miramontes (ur. 31 października 1997 w Montevideo) – urugwajski piłkarz występujący na pozycji lewego obrońcy we włoskim SSC Napoli i reprezentacji Urugwaju. Posiada również obywatelstwo hiszpańskie.

## Kariera klubowa

### Nacional
Wychowanek Nacional. Zadebiutował 13 lutego 2016 r. przeciwko River Plate.

### Getafe CF
W dniu 14 sierpnia 2017 r. Olivera podpisała sześcioletnią umowę z hiszpańskim klubem Getafe CF. Pierwszego gola strzelił 21 kwietnia 2018 r. przeciwko SD Eibar.

#### Albacete Balompié (wyp.)
4 lipca 2018 r został wypożyczony do Albacete Balompié. Rozegrał 15 meczów i strzelił gola dla klubu, zanim jego wypożyczenie została przerwana przez Getafe w dniu 25 stycznia 2019 r.

### SSC Napoli
26 maja 2022 r. podpisał kontrakt z SSC Napoli w Serie A.

## Kariera reprezentacyjna
Uczestniczył w Mistrzostwa Świata U-20 w 2017 r. gdzie rozegrł wszystkie mecze i strzelił gola przeciwko Japonii w fazie grupowej.Urugwaj zajął ostatecznie czwarte miejsce.
W seniorskiej reprezentacji zadebiutował 27 stycznia 2022 r.  w wygranym 1:0 meczu z Paragwajem. Pierwszego gola dla reprezentacji zdobył 12 października 2023 r. w meczu z Kolumbią.

## Statystyki

### Klubowe
(aktualne na dzień 23 czerwca 2025)
| Klub               | Sezon              | Liga                                    | Liga  | Liga   | Puchar kraju | Puchar kraju | Kontynent | Kontynent | Suma  | Suma   |
| Klub               | Sezon              | Liga                                    | Mecze | Bramki | Mecze        | Bramki       | Mecze     | Bramki    | Mecze | Bramki |
| ------------------ | ------------------ | --------------------------------------- | ----- | ------ | ------------ | ------------ | --------- | --------- | ----- | ------ |
| Nacional           | 2015–16            | Primera División Uruguaya               | 2     | 0      | —            | —            | 0         | 0         | 2     | 0      |
| Nacional           | 2016               | Primera División Uruguaya               | 0     | 0      | —            | —            | —         | —         | 0     | 0      |
| Nacional           | Ogólnie            | Ogólnie                                 | 2     | 0      | 0            | 0            | 0         | 0         | 2     | 0      |
| CA Atenas          | 2017               | Segunda División Profesional de Uruguay | 0     | 0      | —            | —            | —         | —         | 0     | 0      |
| Getafe             | 2017–18            | Primera División                        | 3     | 1      | 1            | 0            | —         | —         | 4     | 1      |
| Getafe             | 2018–19            | Primera División                        | 14    | 0      | 0            | 0            | —         | —         | 14    | 0      |
| Getafe             | 2019–20            | Primera División                        | 24    | 0      | 0            | 0            | 5         | 0         | 29    | 0      |
| Getafe             | 2020–21            | Primera División                        | 31    | 0      | 1            | 0            | —         | —         | 32    | 0      |
| Getafe             | 2021–22            | Primera División                        | 32    | 1      | 0            | 0            | —         | —         | 32    | 1      |
| Getafe             | Ogólnie            | Ogólnie                                 | 104   | 2      | 2            | 0            | 5         | 0         | 111   | 2      |
| Albacete (wyp.)    | 2018–19            | Segunda División                        | 15    | 1      | 0            | 0            | —         | —         | 15    | 1      |
| Napoli             | 2022–23            | Serie A                                 | 30    | 2      | 1            | 0            | 8         | 0         | 39    | 2      |
| Napoli             | 2023–24            | Serie A                                 | 23    | 1      | 0            | 0            | 6         | 0         | 29    | 1      |
| Napoli             | 2024–25            | Serie A                                 | 32    | 0      | 1            | 0            | —         | —         | 33    | 0      |
| Napoli             | Ogólnie            | Ogólnie                                 | 85    | 3      | 2            | 0            | 14        | 0         | 101   | 3      |
| Ogólnie w karierze | Ogólnie w karierze | Ogólnie w karierze                      | 206   | 6      | 4            | 0            | 19        | 0         | 229   | 6      |

### Reprezentacyjne
(aktualne na dzień 23 czerwca 2025)
| Reprezentacja      | Rok                | Mecze | Bramki |
| ------------------ | ------------------ | ----- | ------ |
| Urugwaj            | 2022               | 11    | 0      |
| Urugwaj            | 2023               | 5     | 1      |
| Urugwaj            | 2024               | 10    | 1      |
| Urugwaj            | 2025               | 4     | 0      |
| Ogólnie w karierze | Ogólnie w karierze | 30    | 2      |

## Sukcesy

### SSC Napoli
Mistrzostwa Włoch:
- Mistrzostwo: 2022/2023

### Urugwaj
Copa América
- 3. miejsce:2024